# José Luis García Herrera
José Luis García Herrera (Esplugues de Llobregat, 1964) és un poeta, narrador i crític literari català. Nascut al barri de Can Vidalet d'Esplugues de Llobregat, se'n va anar a viure a Sant Andreu de la Barca als 18 anys. Va ser secretari de l'Academia Iberoamericana de Poesía a Barcelona, director de la revista El juglar y la luna i fundador dels premis literaris "Ciutat de Sant Andreu de la Barca". L'any 2001 va establir la seva residència a Abrera. És a dir, que sempre ha viscut a la comarca del Baix Llobregat.
El 2008 va començar a escriure poesia en català i des d'aleshores conrea aquest gènere de la literatura en català, a més del castellà.
L'autor té una extensa obra literària conformada per 25 llibres de poesia, entre els quals destaquen Lágrimas de rojo niebla ("Premi Vila de Martorell", 1989), Las huellas en el laberinto ("Premi Ciutat de Benicarló", 2006), Cuaderno de Britania ("Premi Juan Alcaide", 2010) o Mares de Escarcha ("Premi Luys Santa Marina", 2016). Els seus poemes s'han publicat a diverses revistes com Pliegos Poéticos, Il Convivio o Norte México.
En el camp de les antologies, ha participat en algunes com Semillas, Caja de poemas o Antología lírica del mar. També ha contribuït a homenatjar diferents figures literàries com Miguel Hernández, Jorge Guillén, Federico García Lorca o Jorge Luis Borges, en l'espai de l'Academia Iberoamericana de Poesía, Capítulo de Málaga.
José Luis García ha rebut un total de 79 premis literaris (43 primers, 15 segons o accèssits, i 4 tercers) i ha estat finalista a 17 certamens. Un dels premis més destacats que ha aconseguit, diferent als rebuts als concursos de poesia o prosa, és el "Premi Agna Canalies Mestres" de literatura. Aquest premi es va atorgar pel Centre d'Estudis Comarcals del Baix Llobregat, dins del certamen IX "Premis al Reconeixement Cultural del Baix Llobregat", al novembre de 2016. Actualment és secretari del Fòrum Cultural Gaspar de Preses i coordinador dels premis literaris "Vila de Sant Andreu".

## Obra literària
| Obra                                     | Publicació                                                                    | Any  | Premis (Primers)                                                                         |
| ---------------------------------------- | ----------------------------------------------------------------------------- | ---- | ---------------------------------------------------------------------------------------- |
| La memòria de les petjades               | Onada Edicions (Benicarló). ISBN 978-84-17638-21-4                            | 2019 | Premi de Poesia Antoni Matutano-Vila d'Almassora                                         |
| La semilla del óxido                     | Devenir (pendent de publicació)                                               | 2017 | Internacional de poesía Miguel Hernández-Comunidad Valenciana 2017                       |
| Crònica de Pluges                        | Documenta Balear (Mallorca).ISBN 978-84-16163-83-0                            | 2017 | XXIX Premi Guillem Colom Ferrà de poesia Vall de Sóller 2016                             |
| Mares de escarcha                        | Vitruvio (Madrid). ISBN 978-84-946219-4-9                                     | 2016 | Internacional de Poesía Luys Santamarina-Ciudad de Cieza, 2016                           |
| El viajero en la niebla                  | El Full (Onda, Castellón)-                                                    | 2016 | LI Certamen Nacional Literario del Ateneo Cultural y Mercantil de Onda (Castellón), 2016 |
| Passatge a l'hivern                      | Puerto Quetglas, Fausto (Manacor).ISBN 978-84-608-2815-0                      | 2015 | Premi Ciutat de Manacor de Poesia Miquel Àngel Riera 2015                                |
| Cuaderno de Holanda                      | Ateneo de Albacete (Albacete)-                                                | 2015 | Elías López Roldán de Poesía 2015                                                        |
| A les portes del mar                     | Ajuntament de Castelló (Castellón)-                                           | 2015 | Miquel Peris Segarra 2014, de poesia                                                     |
| Mares de hierba : libro de Escocia       | Jizo (Granada). ISBN 978-84-943117-1-0                                        | 2015 | XIX Premio nacional de poesía Miguel de Cervantes (Armilla),2015                         |
| Bella Ciutat Vella                       | Edicions Saragossa (Barcelona). ISBN 978-84-943877-1-5                        | 2015 | Ritmes de Poesia-Paraules a Icària                                                       |
| La luz del frío : cuadernos de Noruega   | Ayuntamiento de Vélez Málaga (Málaga). ISBN 978-84-88430-32-8                 | 2014 | XXVI Certamen Literario "Joaquín Lobato",de poesia, 2013 (Vélez-Málaga)                  |
| El lento abandono de la luz en la sombra | Denes Editorial (Valencia). ISBN 978-84-942577-0-4                            | 2014 | Premio de Poesía Germán Gaudisa (Chiva),2013                                             |
| La Solitud                               | 3i4 Editorial (València). ISBN 978-84-7502-908-5                              | 2012 | XXVI Premios de literatura "Ciutat d'Elx"                                                |
| Hielo                                    | Ajuntament de Calvià (Mallorca).ISBN 978-84-95065-43-8                        | 2011 | Premio de Poesía Rei en Jaume                                                            |
| Cuaderno de Britania                     | Asociación de Amigos de Juan Alcaide-                                         | 2010 | Premio de Poesía Amigos de Juan Alcaide (Valdepeñas), 2010                               |
| El recinto del fuego                     | Huerga y Fierro Editores (Madrid).ISBN 978-84-8374-719-3                      | 2008 | Internacional de Poesía Erótica-Amorosa Ateneo Guipuzcoano 2007                          |
| Las huellas en el laberinto              | Brosquil Ediciones (València).ISBN 978-84-9795-317-7                          | 2008 | Ciudad de Benicarló 2006                                                                 |
| La huella escrita                        | Ánfora Nova (Córdoba). ISBN 978-84-88617-55-2                                 | 2007 | XVII Premio de Poesía Mariano Roldán (Rute),2006                                         |
| Las huellas del viento                   | Fundación María del Villar Berruezo (Navarra).ISBN 978-84-95173-15-7          | 2005 | María del Villar 2004.                                                                   |
| Mar de Praga                             | Asociación de Escritores y Artistas Españoles (Madrid).ISBN 978-84-87857-39-3 | 2005 | Blas de Otero, 2004                                                                      |
| El guardián de los espejos               | Amarú Ediciones (Salamanca).ISBN 978-84-8196-201-7                            | 2004 |                                                                                          |
| Spelugges                                | Alhulia (Granada).ISBN 978-84-95136-76-3                                      | 2002 |                                                                                          |
| Los caballos de mar no tienen alas       | Devenir /Juan Pastor, editor (Madrid).ISBN 978-84-86419-52-3                  | 2000 | Villa de Benasque, de poesia,1999                                                        |
| La ciudad del agua                       | Seuba Ediciones (Barcelona).ISBN 978-84-8132-087-9                            | 1997 | Elvira Castañón Aller (Asturias), 1997                                                   |
| Puente de la aurora. Código privado      | García Herrera, J.L. (Barcelona). ISBN 978-84-605-4946-8                      | 1996 |                                                                                          |
| Los nuevos poetas                        | Seuba Ediciones (Barcelona). ISBN 978-84-8132-021-3                           | 1994 |                                                                                          |
| Memoria del olvido                       | Seuba Ediciones (Barcelona). ISBN 978-84-86747-50-3                           | 1992 |                                                                                          |
| Lágrimas de rojo niebla                  | Seuba Ediciones (Barcelona). ISBN 978-84-86747-28-2                           | 1990 | Premi Vila de Martorell de Poesia Castellana, 1989                                       |

## Estil i temàtiques
En la seva obra predominen els temes clàssics tal com l'amor, la vida, la mort, l'enyorança de la infantesa o el pas del temps. Influenciat per la Generació del 27 i especialment per la poesia de Vicente Aleixandre, en aquest autor va descobrir les possibilitats del vers llarg i l'ús del ritme interior que permet fer una poesia més reflexiva i descriptiva, prioritzant el contingut sobre la musicalitat o la mètrica del poema.
Un altre referent de la seva obra és Josep Corredor Matheos, de qui va aprendre a depurar la seva poesia reduint el missatge únicament a l'essència. A més, de Corredor també va absorbir una determinada visió sobre les coses realment importants de la vida.
La semilla del óxido és una obra de llenguatge molt actual i amb forta presència del món contemporani. La sonoritat fàcil caracteritza Mares de escarcha. A El viajero en la niebla l'autor aborda temes com la mort, la solitud, la tristesa, el silenci, el pas del temps o la nostàlgia; a Passatge a l'hivern, a més de la mort, se centra també en la pèrdua i l'absència.